# Dollar tuvaluan
Pour les articles homonymes, voir Dollar (homonymie).
Le dollar des Tuvalu est une monnaie utilisée aux Tuvalu, en tant que version locale du dollar australien sur lequel il est indexé à parité égale.
Seules les pièces de cette monnaie sont en circulation mais leur production s'est arrêtée en 1994.

## Pièces et billets
De 1966 à 1976, le dollar australien était le seul mode de paiement.
À partir de 1976, date de l'indépendance des Îles Ellice alors sous protectorat britannique, les Tuvalu ont commencé à frapper leur propre monnaie en émettant des pièces de 5 cents (¢), 10 ¢, 20 ¢, 50 ¢ et des pièces de 1 $. Le portrait de la reine Élisabeth II, chef de l'État de Tuvalu, est représenté sur l'avers.
Le dollar australien reste cependant la monnaie officielle et en circulation dans les Tuvalu et il n'existe pas de billets de dollar tuvaluan. La production de pièce s'est arrêté en 1994 et des pièces de monnaie australiennes sont envoyées à leur place.
| Valeur   | Diamètre | Composition | série 1976–1994 | série 1976–1994   |
| Valeur   | Diamètre | Composition | Avers           | Revers            |
| -------- | -------- | ----------- | --------------- | ----------------- |
| 1 cent   | 18 mm    | Bronze      | Reine           | strombe araignée  |
| 2 cents  | 21 mm    | Bronze      | Reine           | Raie              |
| 5 cents  | 19 mm    | Cupronickel | Reine           | Requin-tigre      |
| 10 cents | 24 mm    | Cupronickel | Reine           | crabe de cocotier |
| 20 cents | 29 mm    | Cupronickel | Reine           | Exocet            |
| 50 cents | 32 mm    | Cupronickel | Reine           | Poulpe            |
| 1 dollar | 30-35 mm | Cupronickel | Reine           | Tortue marine     |